# Lista di asteroidi (761001-762000)
Di seguito una lista di asteroidi dal numero 761001  al 762000 con data di scoperta e scopritore.

## 761001–761100
| Nome   | Designazione provvisoria | Data di scoperta  | Scopritore                          |
| ------ | ------------------------ | ----------------- | ----------------------------------- |
| 761001 | 2009 ER38                | 3 marzo 2009      | Spacewatch                          |
| 761002 | 2009 EP39                | 2 marzo 2009      | Mount Lemmon Survey                 |
| 761003 | 2009 EZ40                | 3 marzo 2009      | Mount Lemmon Survey                 |
| 761004 | 2009 EG41                | 1 marzo 2009      | Mount Lemmon Survey                 |
| 761005 | 2009 EJ41                | 1 marzo 2009      | Spacewatch                          |
| 761006 | 2009 EQ41                | 3 marzo 2009      | Mount Lemmon Survey                 |
| 761007 | 2009 ER41                | 3 marzo 2009      | Mount Lemmon Survey                 |
| 761008 | 2009 EL42                | 1 marzo 2009      | Spacewatch                          |
| 761009 | 2009 EQ42                | 3 marzo 2009      | Spacewatch                          |
| 761010 | 2009 EC43                | 2 marzo 2009      | Spacewatch                          |
| 761011 | 2009 FB8                 | 16 marzo 2009     | Spacewatch                          |
| 761012 | 2009 FM15                | 13 febbraio 2009  | Spacewatch                          |
| 761013 | 2009 FW20                | 14 settembre 2007 | Spacewatch                          |
| 761014 | 2009 FP35                | 22 marzo 2009     | Mount Lemmon Survey                 |
| 761015 | 2009 FG40                | 2 marzo 2009      | Mount Lemmon Survey                 |
| 761016 | 2009 FD41                | 28 febbraio 2009  | Mount Lemmon Survey                 |
| 761017 | 2009 FH46                | 23 marzo 2009     | PMO NEO                             |
| 761018 | 2009 FU55                | 26 febbraio 2009  | CSS                                 |
| 761019 | 2009 FN59                | 19 aprile 2009    | Mount Lemmon Survey                 |
| 761020 | 2009 FE60                | 16 dicembre 2007  | Spacewatch                          |
| 761021 | 2009 FO63                | 10 aprile 2000    | Kitt Peak Obs.                      |
| 761022 | 2009 FL66                | 21 marzo 2009     | Mount Lemmon Survey                 |
| 761023 | 2009 FM70                | 19 marzo 2009     | Mount Lemmon Survey                 |
| 761024 | 2009 FP81                | 29 marzo 2009     | Mount Lemmon Survey                 |
| 761025 | 2009 FP82                | 31 marzo 2009     | Mount Lemmon Survey                 |
| 761026 | 2009 FX82                | 19 marzo 2009     | Spacewatch                          |
| 761027 | 2009 FE84                | 22 gennaio 2015   | Pan-STARRS                          |
| 761028 | 2009 FV84                | 19 marzo 2009     | Mount Lemmon Survey                 |
| 761029 | 2009 FL86                | 9 settembre 2015  | Pan-STARRS                          |
| 761030 | 2009 FF87                | 31 marzo 2009     | Spacewatch                          |
| 761031 | 2009 FH87                | 18 marzo 2018     | Pan-STARRS                          |
| 761032 | 2009 FB88                | 23 settembre 2011 | Pan-STARRS                          |
| 761033 | 2009 FD88                | 7 maggio 2014     | Pan-STARRS                          |
| 761034 | 2009 FF88                | 28 marzo 2009     | Mount Lemmon Survey                 |
| 761035 | 2009 FK88                | 23 settembre 2014 | Pan-STARRS                          |
| 761036 | 2009 FT90                | 29 marzo 2009     | Spacewatch                          |
| 761037 | 2009 FW90                | 28 marzo 2009     | Spacewatch                          |
| 761038 | 2009 FK91                | 26 marzo 2009     | Mount Lemmon Survey                 |
| 761039 | 2009 FX91                | 31 marzo 2009     | Spacewatch                          |
| 761040 | 2009 FS92                | 26 marzo 2009     | Spacewatch                          |
| 761041 | 2009 FR94                | 19 marzo 2009     | Mount Lemmon Survey                 |
| 761042 | 2009 FV94                | 31 marzo 2009     | Mount Lemmon Survey                 |
| 761043 | 2009 FF96                | 24 marzo 2009     | Mount Lemmon Survey                 |
| 761044 | 2009 GZ1                 | 7 marzo 2009      | Mount Lemmon Survey                 |
| 761045 | 2009 GD4                 | 2 aprile 2009     | Mount Lemmon Survey                 |
| 761046 | 2009 GF7                 | 30 ottobre 2014   | Mount Lemmon Survey                 |
| 761047 | 2009 GG7                 | 1 marzo 2009      | Spacewatch                          |
| 761048 | 2009 GY7                 | 2 aprile 2009     | Mount Lemmon Survey                 |
| 761049 | 2009 GN8                 | 2 aprile 2009     | Spacewatch                          |
| 761050 | 2009 GU8                 | 5 aprile 2009     | F. Hormuth                          |
| 761051 | 2009 GD9                 | 2 aprile 2009     | Mount Lemmon Survey                 |
| 761052 | 2009 GO9                 | 2 aprile 2009     | Spacewatch                          |
| 761053 | 2009 GY9                 | 2 aprile 2009     | Spacewatch                          |
| 761054 | 2009 GJ10                | 2 aprile 2009     | Mount Lemmon Survey                 |
| 761055 | 2009 HJ1                 | 17 aprile 2009    | Spacewatch                          |
| 761056 | 2009 HN10                | 18 aprile 2009    | Spacewatch                          |
| 761057 | 2009 HR14                | 2 aprile 2009     | Mount Lemmon Survey                 |
| 761058 | 2009 HG16                | 18 aprile 2009    | Spacewatch                          |
| 761059 | 2009 HU24                | 7 aprile 2003     | Spacewatch                          |
| 761060 | 2009 HN27                | 31 marzo 2009     | Spacewatch                          |
| 761061 | 2009 HB37                | 1 marzo 2009      | Spacewatch                          |
| 761062 | 2009 HE43                | 20 aprile 2009    | Spacewatch                          |
| 761063 | 2009 HL45                | 21 aprile 2009    | Osservatorio astronomico di Maiorca |
| 761064 | 2009 HG47                | 18 aprile 2009    | Spacewatch                          |
| 761065 | 2009 HU47                | 19 aprile 2009    | Spacewatch                          |
| 761066 | 2009 HP50                | 21 aprile 2009    | Mount Lemmon Survey                 |
| 761067 | 2009 HD53                | 22 ottobre 2006   | Spacewatch                          |
| 761068 | 2009 HF56                | 21 aprile 2009    | Mount Lemmon Survey                 |
| 761069 | 2009 HO56                | 21 aprile 2009    | Mount Lemmon Survey                 |
| 761070 | 2009 HC60                | 24 aprile 2009    | Spacewatch                          |
| 761071 | 2009 HZ66                | 31 marzo 2009     | Spacewatch                          |
| 761072 | 2009 HU68                | 18 marzo 2018     | Pan-STARRS                          |
| 761073 | 2009 HM72                | 22 marzo 2009     | Mount Lemmon Survey                 |
| 761074 | 2009 HA86                | 18 marzo 2009     | Spacewatch                          |
| 761075 | 2009 HQ100               | 30 aprile 2009    | Spacewatch                          |
| 761076 | 2009 HR112               | 20 aprile 2009    | Mount Lemmon Survey                 |
| 761077 | 2009 HV112               | 29 settembre 2011 | Mount Lemmon Survey                 |
| 761078 | 2009 HB113               | 1 aprile 2009     | Spacewatch                          |
| 761079 | 2009 HF113               | 18 aprile 2009    | Mount Lemmon Survey                 |
| 761080 | 2009 HE114               | 18 aprile 2009    | Spacewatch                          |
| 761081 | 2009 HD115               | 26 aprile 2009    | I. Eglītis                          |
| 761082 | 2009 HL116               | 18 gennaio 2015   | Mount Lemmon Survey                 |
| 761083 | 2009 HS116               | 23 agosto 2015    | D. Jones, O. Vaduvescu              |
| 761084 | 2009 HJ117               | 5 marzo 2013      | Pan-STARRS                          |
| 761085 | 2009 HK117               | 20 aprile 2009    | Spacewatch                          |
| 761086 | 2009 HO117               | 13 giugno 2018    | Pan-STARRS 2                        |
| 761087 | 2009 HS117               | 15 agosto 2013    | Pan-STARRS                          |
| 761088 | 2009 HT117               | 29 aprile 2009    | Spacewatch                          |
| 761089 | 2009 HV117               | 22 aprile 2009    | Mount Lemmon Survey                 |
| 761090 | 2009 HA118               | 24 giugno 2014    | Pan-STARRS                          |
| 761091 | 2009 HB118               | 11 ottobre 2012   | Pan-STARRS                          |
| 761092 | 2009 HT118               | 16 settembre 2012 | Mount Lemmon Survey                 |
| 761093 | 2009 HD119               | 12 settembre 2015 | Pan-STARRS                          |
| 761094 | 2009 HF119               | 14 febbraio 2013  | Pan-STARRS                          |
| 761095 | 2009 HG119               | 17 novembre 2014  | Pan-STARRS                          |
| 761096 | 2009 HP119               | 24 novembre 2012  | Spacewatch                          |
| 761097 | 2009 HQ119               | 15 aprile 2015    | Spacewatch                          |
| 761098 | 2009 HX119               | 23 dicembre 2016  | Pan-STARRS                          |
| 761099 | 2009 HB120               | 21 aprile 2009    | Spacewatch                          |
| 761100 | 2009 HC120               | 22 aprile 2009    | Mount Lemmon Survey                 |

## 761101–761200
| Nome   | Designazione provvisoria | Data di scoperta  | Scopritore                          |
| ------ | ------------------------ | ----------------- | ----------------------------------- |
| 761101 | 2009 HE120               | 14 ottobre 2015   | Spacewatch                          |
| 761102 | 2009 HS120               | 29 aprile 2016    | Mount Lemmon Survey                 |
| 761103 | 2009 HY120               | 16 aprile 2018    | Mount Lemmon Survey                 |
| 761104 | 2009 HU121               | 20 aprile 2009    | Spacewatch                          |
| 761105 | 2009 HF122               | 20 aprile 2009    | Mount Lemmon Survey                 |
| 761106 | 2009 HT122               | 19 aprile 2009    | Mount Lemmon Survey                 |
| 761107 | 2009 HU123               | 28 aprile 2009    | Mount Lemmon Survey                 |
| 761108 | 2009 HX123               | 18 aprile 2009    | Mount Lemmon Survey                 |
| 761109 | 2009 HC124               | 20 aprile 2009    | Spacewatch                          |
| 761110 | 2009 HB125               | 21 aprile 2009    | Mount Lemmon Survey                 |
| 761111 | 2009 HH125               | 21 aprile 2009    | Spacewatch                          |
| 761112 | 2009 HB126               | 29 aprile 2009    | Spacewatch                          |
| 761113 | 2009 JG5                 | 19 marzo 2009     | Spacewatch                          |
| 761114 | 2009 JS5                 | 3 maggio 2009     | Mount Lemmon Survey                 |
| 761115 | 2009 JA7                 | 18 aprile 2009    | Spacewatch                          |
| 761116 | 2009 JN10                | 19 marzo 2009     | CSS                                 |
| 761117 | 2009 JZ19                | 1 maggio 2009     | Mount Lemmon Survey                 |
| 761118 | 2009 JN20                | 12 luglio 2015    | Pan-STARRS                          |
| 761119 | 2009 JO21                | 4 gennaio 2017    | Pan-STARRS                          |
| 761120 | 2009 KR                  | 16 maggio 2009    | Spacewatch                          |
| 761121 | 2009 KK8                 | 28 maggio 2009    | CSS                                 |
| 761122 | 2009 KJ10                | 25 maggio 2009    | Spacewatch                          |
| 761123 | 2009 KY12                | 13 maggio 2009    | Spacewatch                          |
| 761124 | 2009 KW23                | 26 marzo 2009     | Mount Lemmon Survey                 |
| 761125 | 2009 KQ39                | 30 maggio 2009    | Mount Lemmon Survey                 |
| 761126 | 2009 KA40                | 10 novembre 2010  | Mount Lemmon Survey                 |
| 761127 | 2009 KL40                | 2 settembre 2014  | Pan-STARRS                          |
| 761128 | 2009 KM40                | 27 maggio 2009    | Mount Lemmon Survey                 |
| 761129 | 2009 KU41                | 28 maggio 2009    | Mount Lemmon Survey                 |
| 761130 | 2009 KK42                | 19 marzo 2013     | Pan-STARRS                          |
| 761131 | 2009 KM43                | 16 maggio 2009    | Mount Lemmon Survey                 |
| 761132 | 2009 KP44                | 2 ottobre 2011    | L. Elenin                           |
| 761133 | 2009 LL4                 | 1 gennaio 2008    | Spacewatch                          |
| 761134 | 2009 MW10                | 16 giugno 2009    | Mount Lemmon Survey                 |
| 761135 | 2009 MD12                | 10 gennaio 2016   | Pan-STARRS                          |
| 761136 | 2009 NK1                 | 19 giugno 2009    | Spacewatch                          |
| 761137 | 2009 OM18                | 24 giugno 2009    | Mount Lemmon Survey                 |
| 761138 | 2009 OA26                | 28 luglio 2009    | Spacewatch                          |
| 761139 | 2009 OR28                | 28 luglio 2009    | Spacewatch                          |
| 761140 | 2009 PV2                 | 29 luglio 2009    | Spacewatch                          |
| 761141 | 2009 PC5                 | 15 agosto 2009    | Osservatorio astronomico di Maiorca |
| 761142 | 2009 PT6                 | 15 agosto 2009    | Spacewatch                          |
| 761143 | 2009 PW12                | 15 agosto 2009    | Spacewatch                          |
| 761144 | 2009 PT23                | 1 agosto 2009     | Spacewatch                          |
| 761145 | 2009 QZ11                | 29 luglio 2009    | Spacewatch                          |
| 761146 | 2009 QA15                | 16 agosto 2009    | Spacewatch                          |
| 761147 | 2009 QH24                | 16 agosto 2009    | Spacewatch                          |
| 761148 | 2009 QM24                | 16 agosto 2009    | CSS                                 |
| 761149 | 2009 QP45                | 20 agosto 2009    | Spacewatch                          |
| 761150 | 2009 QJ56                | 28 agosto 2009    | Spacewatch                          |
| 761151 | 2009 QF66                | 20 agosto 2009    | Spacewatch                          |
| 761152 | 2009 QT69                | 4 gennaio 2016    | Pan-STARRS                          |
| 761153 | 2009 QZ70                | 29 agosto 2009    | Spacewatch                          |
| 761154 | 2009 QE71                | 18 agosto 2009    | Spacewatch                          |
| 761155 | 2009 QK71                | 16 agosto 2009    | Spacewatch                          |
| 761156 | 2009 QT71                | 28 agosto 2009    | Spacewatch                          |
| 761157 | 2009 QT72                | 18 agosto 2009    | Spacewatch                          |
| 761158 | 2009 QC73                | 18 agosto 2009    | Spacewatch                          |
| 761159 | 2009 QU73                | 27 agosto 2009    | Spacewatch                          |
| 761160 | 2009 QW74                | 27 agosto 2009    | Spacewatch                          |
| 761161 | 2009 QO76                | 29 agosto 2009    | Spacewatch                          |
| 761162 | 2009 QM77                | 17 agosto 2009    | Spacewatch                          |
| 761163 | 2009 QO77                | 27 agosto 2009    | Spacewatch                          |
| 761164 | 2009 QQ79                | 17 agosto 2009    | Spacewatch                          |
| 761165 | 2009 RY4                 | 28 agosto 2009    | Spacewatch                          |
| 761166 | 2009 RQ23                | 15 settembre 2009 | Mount Lemmon Survey                 |
| 761167 | 2009 RX23                | 15 settembre 2009 | Spacewatch                          |
| 761168 | 2009 RG29                | 14 settembre 2009 | Spacewatch                          |
| 761169 | 2009 RY30                | 14 settembre 2009 | Spacewatch                          |
| 761170 | 2009 RR31                | 14 settembre 2009 | Spacewatch                          |
| 761171 | 2009 RG36                | 15 settembre 2009 | Spacewatch                          |
| 761172 | 2009 RC41                | 15 settembre 2009 | Spacewatch                          |
| 761173 | 2009 RB47                | 15 settembre 2009 | Spacewatch                          |
| 761174 | 2009 RD49                | 15 settembre 2009 | Spacewatch                          |
| 761175 | 2009 RB68                | 15 settembre 2009 | Spacewatch                          |
| 761176 | 2009 RM71                | 15 settembre 2009 | Spacewatch                          |
| 761177 | 2009 RM77                | 12 settembre 2009 | Spacewatch                          |
| 761178 | 2009 RT78                | 18 settembre 2014 | Pan-STARRS                          |
| 761179 | 2009 RT80                | 15 settembre 2009 | Spacewatch                          |
| 761180 | 2009 RN82                | 15 settembre 2009 | Spacewatch                          |
| 761181 | 2009 RY82                | 15 settembre 2009 | Mount Lemmon Survey                 |
| 761182 | 2009 RA83                | 15 settembre 2009 | Spacewatch                          |
| 761183 | 2009 SD4                 | 16 settembre 2009 | Mount Lemmon Survey                 |
| 761184 | 2009 SL7                 | 16 settembre 2009 | Mount Lemmon Survey                 |
| 761185 | 2009 SR7                 | 16 settembre 2009 | Mount Lemmon Survey                 |
| 761186 | 2009 SV11                | 28 agosto 2009    | Spacewatch                          |
| 761187 | 2009 SC30                | 9 ottobre 2004    | Spacewatch                          |
| 761188 | 2009 SQ32                | 28 febbraio 2008  | Spacewatch                          |
| 761189 | 2009 SB34                | 16 settembre 2009 | Spacewatch                          |
| 761190 | 2009 SY37                | 16 settembre 2009 | Spacewatch                          |
| 761191 | 2009 SZ39                | 18 settembre 2003 | Spacewatch                          |
| 761192 | 2009 SP41                | 28 agosto 2009    | Spacewatch                          |
| 761193 | 2009 SB43                | 16 settembre 2009 | Spacewatch                          |
| 761194 | 2009 SC43                | 16 settembre 2009 | Mount Lemmon Survey                 |
| 761195 | 2009 ST44                | 16 settembre 2009 | Spacewatch                          |
| 761196 | 2009 SG45                | 16 settembre 2009 | Spacewatch                          |
| 761197 | 2009 SF48                | 16 settembre 2009 | Spacewatch                          |
| 761198 | 2009 SD55                | 10 febbraio 2008  | Spacewatch                          |
| 761199 | 2009 SG57                | 17 settembre 2009 | Spacewatch                          |
| 761200 | 2009 SD65                | 17 settembre 2009 | Mount Lemmon Survey                 |

## 761201–761300
| Nome   | Designazione provvisoria | Data di scoperta  | Scopritore          |
| ------ | ------------------------ | ----------------- | ------------------- |
| 761201 | 2009 SC71                | 27 agosto 2009    | Spacewatch          |
| 761202 | 2009 SF71                | 29 agosto 2009    | Spacewatch          |
| 761203 | 2009 ST73                | 17 settembre 2009 | Mount Lemmon Survey |
| 761204 | 2009 SH78                | 18 settembre 2009 | Spacewatch          |
| 761205 | 2009 SR78                | 18 settembre 2009 | Spacewatch          |
| 761206 | 2009 SP79                | 27 agosto 2009    | Spacewatch          |
| 761207 | 2009 SX80                | 18 settembre 2009 | Mount Lemmon Survey |
| 761208 | 2009 ST88                | 18 settembre 2009 | Mount Lemmon Survey |
| 761209 | 2009 SH94                | 19 settembre 2009 | Mount Lemmon Survey |
| 761210 | 2009 SQ97                | 20 settembre 2009 | Mount Lemmon Survey |
| 761211 | 2009 SW105               | 16 settembre 2009 | Mount Lemmon Survey |
| 761212 | 2009 SC113               | 18 settembre 2009 | Spacewatch          |
| 761213 | 2009 SL113               | 18 settembre 2009 | Spacewatch          |
| 761214 | 2009 SD116               | 28 agosto 2009    | Spacewatch          |
| 761215 | 2009 SK119               | 18 settembre 2009 | Spacewatch          |
| 761216 | 2009 SM122               | 18 settembre 2009 | Spacewatch          |
| 761217 | 2009 SU122               | 19 settembre 1998 | SDSS Collaboration  |
| 761218 | 2009 SE127               | 18 settembre 2009 | Spacewatch          |
| 761219 | 2009 SW131               | 18 settembre 2009 | Spacewatch          |
| 761220 | 2009 SK133               | 18 settembre 2009 | Spacewatch          |
| 761221 | 2009 SU138               | 18 settembre 2009 | Mount Lemmon Survey |
| 761222 | 2009 SH142               | 19 novembre 2006  | Spacewatch          |
| 761223 | 2009 SD143               | 19 settembre 2009 | Spacewatch          |
| 761224 | 2009 SD149               | 9 febbraio 2008   | Spacewatch          |
| 761225 | 2009 SS149               | 20 settembre 2009 | Spacewatch          |
| 761226 | 2009 SM150               | 20 settembre 2009 | Spacewatch          |
| 761227 | 2009 SR159               | 20 settembre 2009 | Spacewatch          |
| 761228 | 2009 SB174               | 18 settembre 2009 | Mount Lemmon Survey |
| 761229 | 2009 SO176               | 27 gennaio 2007   | Spacewatch          |
| 761230 | 2009 SW178               | 20 settembre 2009 | Mount Lemmon Survey |
| 761231 | 2009 SK181               | 28 agosto 2009    | Spacewatch          |
| 761232 | 2009 SR184               | 21 settembre 2009 | Spacewatch          |
| 761233 | 2009 SE186               | 21 settembre 2009 | Spacewatch          |
| 761234 | 2009 SQ189               | 22 settembre 2009 | Spacewatch          |
| 761235 | 2009 SM190               | 22 settembre 2009 | Spacewatch          |
| 761236 | 2009 SL192               | 22 settembre 2009 | Spacewatch          |
| 761237 | 2009 SO195               | 22 settembre 2009 | Spacewatch          |
| 761238 | 2009 SR196               | 20 agosto 2009    | Spacewatch          |
| 761239 | 2009 SS196               | 22 settembre 2009 | Spacewatch          |
| 761240 | 2009 SR199               | 18 settembre 2009 | Spacewatch          |
| 761241 | 2009 SX199               | 22 settembre 2009 | Spacewatch          |
| 761242 | 2009 SY201               | 22 settembre 2009 | Spacewatch          |
| 761243 | 2009 SQ202               | 22 settembre 2009 | Spacewatch          |
| 761244 | 2009 SA207               | 23 settembre 2009 | Spacewatch          |
| 761245 | 2009 SQ215               | 15 settembre 2009 | Spacewatch          |
| 761246 | 2009 SQ219               | 24 settembre 2009 | Mount Lemmon Survey |
| 761247 | 2009 SD220               | 24 settembre 2009 | Mount Lemmon Survey |
| 761248 | 2009 SD223               | 16 settembre 2009 | Spacewatch          |
| 761249 | 2009 SE223               | 25 settembre 2009 | Mount Lemmon Survey |
| 761250 | 2009 SE226               | 15 settembre 2009 | Mount Lemmon Survey |
| 761251 | 2009 SD228               | 26 settembre 2009 | Mount Lemmon Survey |
| 761252 | 2009 SM229               | 26 settembre 2009 | Mount Lemmon Survey |
| 761253 | 2009 SK244               | 17 settembre 2009 | Spacewatch          |
| 761254 | 2009 SZ246               | 18 settembre 2009 | Spacewatch          |
| 761255 | 2009 SL249               | 18 settembre 2009 | Spacewatch          |
| 761256 | 2009 SM251               | 20 settembre 2009 | Spacewatch          |
| 761257 | 2009 SU251               | 20 settembre 2009 | Spacewatch          |
| 761258 | 2009 SW256               | 21 settembre 2009 | Mount Lemmon Survey |
| 761259 | 2009 SJ259               | 22 settembre 2009 | Mount Lemmon Survey |
| 761260 | 2009 SF262               | 23 settembre 2009 | Spacewatch          |
| 761261 | 2009 SN268               | 24 settembre 2009 | Spacewatch          |
| 761262 | 2009 SR270               | 2 gennaio 2011    | Mount Lemmon Survey |
| 761263 | 2009 SU273               | 12 settembre 2009 | Spacewatch          |
| 761264 | 2009 SU277               | 17 ottobre 1998   | Spacewatch          |
| 761265 | 2009 ST280               | 25 settembre 2009 | Spacewatch          |
| 761266 | 2009 SA282               | 25 settembre 2009 | Spacewatch          |
| 761267 | 2009 SZ285               | 25 settembre 2009 | Mount Lemmon Survey |
| 761268 | 2009 SN289               | 18 settembre 2009 | Spacewatch          |
| 761269 | 2009 SF291               | 25 settembre 2009 | Spacewatch          |
| 761270 | 2009 SW291               | 26 settembre 2009 | Spacewatch          |
| 761271 | 2009 SW295               | 27 settembre 2009 | Mount Lemmon Survey |
| 761272 | 2009 ST298               | 17 settembre 2009 | Spacewatch          |
| 761273 | 2009 SN303               | 16 agosto 2009    | Spacewatch          |
| 761274 | 2009 SZ303               | 16 settembre 2009 | Spacewatch          |
| 761275 | 2009 SS305               | 17 settembre 2009 | Mount Lemmon Survey |
| 761276 | 2009 SB306               | 17 settembre 2009 | Mount Lemmon Survey |
| 761277 | 2009 SK308               | 17 settembre 2009 | Mount Lemmon Survey |
| 761278 | 2009 SH309               | 18 settembre 2009 | Mount Lemmon Survey |
| 761279 | 2009 SN343               | 17 settembre 2009 | Spacewatch          |
| 761280 | 2009 SS345               | 19 settembre 2009 | Spacewatch          |
| 761281 | 2009 SK346               | 19 settembre 2009 | Spacewatch          |
| 761282 | 2009 SD349               | 21 settembre 2009 | Mount Lemmon Survey |
| 761283 | 2009 SS356               | 18 settembre 2009 | Spacewatch          |
| 761284 | 2009 SB359               | 21 settembre 2009 | CSS                 |
| 761285 | 2009 SM362               | 27 settembre 2009 | Spacewatch          |
| 761286 | 2009 SM369               | 1 luglio 2013     | Pan-STARRS          |
| 761287 | 2009 SM370               | 14 maggio 2008    | Mount Lemmon Survey |
| 761288 | 2009 SC371               | 20 settembre 2009 | Mount Lemmon Survey |
| 761289 | 2009 SZ375               | 2 aprile 2016     | Spacewatch          |
| 761290 | 2009 SJ376               | 9 novembre 2013   | Mount Lemmon Survey |
| 761291 | 2009 SO376               | 7 luglio 2016     | Pan-STARRS          |
| 761292 | 2009 SV376               | 30 settembre 2009 | Mount Lemmon Survey |
| 761293 | 2009 SS377               | 17 settembre 2009 | Spacewatch          |
| 761294 | 2009 SN379               | 17 settembre 2009 | Mount Lemmon Survey |
| 761295 | 2009 SK380               | 26 settembre 2009 | Spacewatch          |
| 761296 | 2009 SC384               | 29 ottobre 2014   | Pan-STARRS          |
| 761297 | 2009 SL385               | 21 settembre 2009 | Mount Lemmon Survey |
| 761298 | 2009 SL386               | 26 settembre 2009 | Spacewatch          |
| 761299 | 2009 SG388               | 25 dicembre 2013  | Mount Lemmon Survey |
| 761300 | 2009 SZ389               | 19 settembre 2009 | Mount Lemmon Survey |

## 761301–761400
| Nome   | Designazione provvisoria | Data di scoperta  | Scopritore                          |
| ------ | ------------------------ | ----------------- | ----------------------------------- |
| 761301 | 2009 ST392               | 23 febbraio 2012  | Spacewatch                          |
| 761302 | 2009 SG394               | 28 febbraio 2012  | Pan-STARRS                          |
| 761303 | 2009 SM394               | 19 settembre 2014 | Pan-STARRS                          |
| 761304 | 2009 SN394               | 17 marzo 2012     | Mount Lemmon Survey                 |
| 761305 | 2009 SP394               | 1 ottobre 2014    | Mount Lemmon Survey                 |
| 761306 | 2009 SQ394               | 24 settembre 2009 | Mount Lemmon Survey                 |
| 761307 | 2009 SF395               | 25 settembre 2009 | Mount Lemmon Survey                 |
| 761308 | 2009 SJ395               | 1 novembre 2013   | Spacewatch                          |
| 761309 | 2009 SP395               | 23 settembre 2014 | Mount Lemmon Survey                 |
| 761310 | 2009 SE396               | 25 settembre 2009 | Mount Lemmon Survey                 |
| 761311 | 2009 SD397               | 28 settembre 2009 | Spacewatch                          |
| 761312 | 2009 SY397               | 16 settembre 2009 | Mount Lemmon Survey                 |
| 761313 | 2009 SO398               | 26 settembre 2009 | Spacewatch                          |
| 761314 | 2009 SP398               | 21 settembre 2009 | Mount Lemmon Survey                 |
| 761315 | 2009 SL399               | 21 settembre 2009 | Mount Lemmon Survey                 |
| 761316 | 2009 ST399               | 17 settembre 2009 | Spacewatch                          |
| 761317 | 2009 SU400               | 20 settembre 2009 | Mount Lemmon Survey                 |
| 761318 | 2009 SX400               | 28 settembre 2009 | Mount Lemmon Survey                 |
| 761319 | 2009 SM401               | 17 settembre 2009 | Spacewatch                          |
| 761320 | 2009 SU401               | 17 settembre 2009 | L. H. Wasserman                     |
| 761321 | 2009 SW401               | 20 settembre 2009 | Spacewatch                          |
| 761322 | 2009 SC402               | 28 settembre 2009 | Spacewatch                          |
| 761323 | 2009 SL402               | 29 settembre 2009 | Mount Lemmon Survey                 |
| 761324 | 2009 SH404               | 25 settembre 2009 | Spacewatch                          |
| 761325 | 2009 SJ408               | 18 settembre 2009 | Spacewatch                          |
| 761326 | 2009 SU408               | 29 settembre 2009 | Mount Lemmon Survey                 |
| 761327 | 2009 SC410               | 30 settembre 2009 | Mount Lemmon Survey                 |
| 761328 | 2009 SV410               | 16 settembre 2009 | Mount Lemmon Survey                 |
| 761329 | 2009 SE412               | 22 settembre 2009 | Mount Lemmon Survey                 |
| 761330 | 2009 SL413               | 22 settembre 2009 | Spacewatch                          |
| 761331 | 2009 SA414               | 25 settembre 2009 | Spacewatch                          |
| 761332 | 2009 SR414               | 18 settembre 2009 | Spacewatch                          |
| 761333 | 2009 ST419               | 26 settembre 2009 | Spacewatch                          |
| 761334 | 2009 SQ420               | 16 settembre 2009 | Spacewatch                          |
| 761335 | 2009 SR420               | 18 settembre 2009 | Spacewatch                          |
| 761336 | 2009 SA428               | 22 settembre 2009 | Mount Lemmon Survey                 |
| 761337 | 2009 SW431               | 18 settembre 2009 | Spacewatch                          |
| 761338 | 2009 TL2                 | 20 settembre 2009 | Spacewatch                          |
| 761339 | 2009 TX9                 | 29 settembre 2009 | Mount Lemmon Survey                 |
| 761340 | 2009 TK23                | 14 ottobre 2009   | Mount Lemmon Survey                 |
| 761341 | 2009 TV23                | 14 ottobre 2009   | Spacewatch                          |
| 761342 | 2009 TK50                | 9 gennaio 2011    | Mount Lemmon Survey                 |
| 761343 | 2009 TA51                | 2 marzo 2011      | Spacewatch                          |
| 761344 | 2009 TC53                | 14 ottobre 2009   | Spacewatch                          |
| 761345 | 2009 TK54                | 14 ottobre 2009   | Mount Lemmon Survey                 |
| 761346 | 2009 UZ7                 | 17 settembre 2009 | Spacewatch                          |
| 761347 | 2009 UU9                 | 8 maggio 2005     | Spacewatch                          |
| 761348 | 2009 UC10                | 22 settembre 2009 | Spacewatch                          |
| 761349 | 2009 UE10                | 29 settembre 2009 | Spacewatch                          |
| 761350 | 2009 UH18                | 17 ottobre 2009   | A. Asami, N. Hashimoto              |
| 761351 | 2009 UD28                | 22 ottobre 2009   | Mount Lemmon Survey                 |
| 761352 | 2009 UC42                | 18 ottobre 2009   | Mount Lemmon Survey                 |
| 761353 | 2009 UN50                | 14 settembre 2009 | Spacewatch                          |
| 761354 | 2009 UU56                | 23 ottobre 2009   | Mount Lemmon Survey                 |
| 761355 | 2009 UY62                | 17 ottobre 2009   | Mount Lemmon Survey                 |
| 761356 | 2009 UP67                | 17 settembre 2009 | Spacewatch                          |
| 761357 | 2009 UF79                | 19 settembre 2009 | Mount Lemmon Survey                 |
| 761358 | 2009 UT82                | 23 ottobre 2009   | Mount Lemmon Survey                 |
| 761359 | 2009 UQ84                | 23 ottobre 2009   | Mount Lemmon Survey                 |
| 761360 | 2009 UW99                | 23 ottobre 2009   | Mount Lemmon Survey                 |
| 761361 | 2009 UO102               | 24 ottobre 2009   | Mount Lemmon Survey                 |
| 761362 | 2009 UW103               | 21 settembre 2009 | Mount Lemmon Survey                 |
| 761363 | 2009 UX103               | 29 settembre 2009 | Mount Lemmon Survey                 |
| 761364 | 2009 UR104               | 25 ottobre 2009   | Mount Lemmon Survey                 |
| 761365 | 2009 UY106               | 22 ottobre 2009   | Mount Lemmon Survey                 |
| 761366 | 2009 UN113               | 21 ottobre 2009   | Mount Lemmon Survey                 |
| 761367 | 2009 UX113               | 16 settembre 2009 | Spacewatch                          |
| 761368 | 2009 UF114               | 28 settembre 2009 | Spacewatch                          |
| 761369 | 2009 US118               | 23 ottobre 2009   | Mount Lemmon Survey                 |
| 761370 | 2009 UF120               | 16 settembre 2009 | Spacewatch                          |
| 761371 | 2009 UU132               | 18 ottobre 2009   | Osservatorio astronomico di Maiorca |
| 761372 | 2009 UK134               | 23 ottobre 2009   | Mount Lemmon Survey                 |
| 761373 | 2009 UF152               | 23 ottobre 2009   | Mount Lemmon Survey                 |
| 761374 | 2009 UU160               | 18 ottobre 2009   | Mount Lemmon Survey                 |
| 761375 | 2009 UX161               | 23 ottobre 2009   | Spacewatch                          |
| 761376 | 2009 UX162               | 22 ottobre 2009   | Mount Lemmon Survey                 |
| 761377 | 2009 UU163               | 26 agosto 2016    | Pan-STARRS                          |
| 761378 | 2009 UB164               | 18 ottobre 2009   | Mount Lemmon Survey                 |
| 761379 | 2009 UJ164               | 9 gennaio 2011    | Mount Lemmon Survey                 |
| 761380 | 2009 UT167               | 27 novembre 2013  | Pan-STARRS                          |
| 761381 | 2009 UW168               | 16 ottobre 2009   | Mount Lemmon Survey                 |
| 761382 | 2009 UN170               | 19 settembre 2014 | Pan-STARRS                          |
| 761383 | 2009 UR171               | 18 ottobre 2009   | Mount Lemmon Survey                 |
| 761384 | 2009 UV171               | 16 ottobre 2009   | Mount Lemmon Survey                 |
| 761385 | 2009 UB172               | 24 ottobre 2009   | Mount Lemmon Survey                 |
| 761386 | 2009 US172               | 20 novembre 2014  | Pan-STARRS                          |
| 761387 | 2009 UP173               | 16 settembre 2009 | Mount Lemmon Survey                 |
| 761388 | 2009 UW173               | 24 ottobre 2009   | Spacewatch                          |
| 761389 | 2009 UB175               | 18 ottobre 2009   | Mount Lemmon Survey                 |
| 761390 | 2009 UC175               | 24 ottobre 2009   | Spacewatch                          |
| 761391 | 2009 UF175               | 17 ottobre 2009   | Mount Lemmon Survey                 |
| 761392 | 2009 UX175               | 27 ottobre 2009   | Spacewatch                          |
| 761393 | 2009 UW176               | 24 ottobre 2009   | Spacewatch                          |
| 761394 | 2009 UX176               | 22 ottobre 2009   | Mount Lemmon Survey                 |
| 761395 | 2009 UA177               | 16 ottobre 2009   | Mount Lemmon Survey                 |
| 761396 | 2009 UF177               | 24 ottobre 2009   | Spacewatch                          |
| 761397 | 2009 UN177               | 26 ottobre 2009   | Spacewatch                          |
| 761398 | 2009 UY178               | 25 ottobre 2009   | Spacewatch                          |
| 761399 | 2009 UZ178               | 16 ottobre 2009   | Mount Lemmon Survey                 |
| 761400 | 2009 UD179               | 23 ottobre 2009   | Mount Lemmon Survey                 |

## 761401–761500
| Nome   | Designazione provvisoria | Data di scoperta  | Scopritore          |
| ------ | ------------------------ | ----------------- | ------------------- |
| 761401 | 2009 UJ179               | 27 ottobre 2009   | Mount Lemmon Survey |
| 761402 | 2009 UV179               | 27 ottobre 2009   | Spacewatch          |
| 761403 | 2009 US180               | 24 ottobre 2009   | Spacewatch          |
| 761404 | 2009 UW182               | 26 ottobre 2009   | Mount Lemmon Survey |
| 761405 | 2009 US189               | 22 ottobre 2009   | Mount Lemmon Survey |
| 761406 | 2009 UE190               | 24 ottobre 2009   | Spacewatch          |
| 761407 | 2009 UO194               | 27 ottobre 2009   | Mount Lemmon Survey |
| 761408 | 2009 UX195               | 16 ottobre 2009   | Mount Lemmon Survey |
| 761409 | 2009 UY196               | 27 ottobre 2009   | Spacewatch          |
| 761410 | 2009 VY8                 | 23 ottobre 2009   | Mount Lemmon Survey |
| 761411 | 2009 VE12                | 22 aprile 2004    | Spacewatch          |
| 761412 | 2009 VQ17                | 23 ottobre 2009   | Spacewatch          |
| 761413 | 2009 VW32                | 9 novembre 2009   | Mount Lemmon Survey |
| 761414 | 2009 VO33                | 10 novembre 2009  | Mount Lemmon Survey |
| 761415 | 2009 VC35                | 21 settembre 2009 | Mount Lemmon Survey |
| 761416 | 2009 VQ40                | 1 ottobre 2009    | Mount Lemmon Survey |
| 761417 | 2009 VC48                | 9 novembre 2009   | Mount Lemmon Survey |
| 761418 | 2009 VO48                | 21 ottobre 2009   | Mount Lemmon Survey |
| 761419 | 2009 VQ52                | 21 settembre 2009 | Mount Lemmon Survey |
| 761420 | 2009 VC53                | 24 ottobre 2009   | Spacewatch          |
| 761421 | 2009 VV58                | 16 settembre 2009 | Mount Lemmon Survey |
| 761422 | 2009 VY60                | 16 settembre 2009 | Mount Lemmon Survey |
| 761423 | 2009 VT65                | 9 novembre 2009   | Spacewatch          |
| 761424 | 2009 VZ74                | 15 settembre 2009 | Spacewatch          |
| 761425 | 2009 VQ81                | 24 ottobre 2009   | Spacewatch          |
| 761426 | 2009 VV83                | 9 novembre 2009   | Spacewatch          |
| 761427 | 2009 VH89                | 11 novembre 2009  | Spacewatch          |
| 761428 | 2009 VC101               | 10 novembre 2009  | Spacewatch          |
| 761429 | 2009 VK119               | 10 novembre 2009  | Spacewatch          |
| 761430 | 2009 VA120               | 10 novembre 2009  | Spacewatch          |
| 761431 | 2009 VD121               | 25 febbraio 2011  | Mount Lemmon Survey |
| 761432 | 2009 VC123               | 9 novembre 2009   | Mount Lemmon Survey |
| 761433 | 2009 VU123               | 8 novembre 2009   | Mount Lemmon Survey |
| 761434 | 2009 VV123               | 9 novembre 2009   | Mount Lemmon Survey |
| 761435 | 2009 VY123               | 19 settembre 2014 | Pan-STARRS          |
| 761436 | 2009 VR124               | 11 novembre 2009  | Spacewatch          |
| 761437 | 2009 VF126               | 10 novembre 2009  | Mount Lemmon Survey |
| 761438 | 2009 VN126               | 11 novembre 2009  | Spacewatch          |
| 761439 | 2009 VX126               | 11 novembre 2009  | Spacewatch          |
| 761440 | 2009 VA128               | 11 novembre 2009  | Mount Lemmon Survey |
| 761441 | 2009 VO128               | 9 novembre 2009   | Mount Lemmon Survey |
| 761442 | 2009 VX128               | 8 novembre 2009   | Mount Lemmon Survey |
| 761443 | 2009 VV129               | 11 novembre 2009  | Spacewatch          |
| 761444 | 2009 VP132               | 9 novembre 2009   | Spacewatch          |
| 761445 | 2009 WS12                | 16 novembre 2009  | Mount Lemmon Survey |
| 761446 | 2009 WW22                | 11 novembre 2009  | Spacewatch          |
| 761447 | 2009 WL24                | 19 novembre 2009  | Mount Lemmon Survey |
| 761448 | 2009 WH37                | 16 ottobre 2009   | Mount Lemmon Survey |
| 761449 | 2009 WJ48                | 10 novembre 2009  | Mount Lemmon Survey |
| 761450 | 2009 WF51                | 27 ottobre 2009   | Mount Lemmon Survey |
| 761451 | 2009 WQ51                | 20 novembre 2009  | Spacewatch          |
| 761452 | 2009 WX55                | 23 ottobre 2009   | Mount Lemmon Survey |
| 761453 | 2009 WP79                | 1 ottobre 2005    | Spacewatch          |
| 761454 | 2009 WV79                | 23 settembre 2005 | Spacewatch          |
| 761455 | 2009 WN86                | 19 novembre 2009  | Spacewatch          |
| 761456 | 2009 WU86                | 13 ottobre 2005   | Spacewatch          |
| 761457 | 2009 WZ86                | 19 novembre 2009  | Spacewatch          |
| 761458 | 2009 WB92                | 19 novembre 2009  | Mount Lemmon Survey |
| 761459 | 2009 WP94                | 27 ottobre 2009   | Mount Lemmon Survey |
| 761460 | 2009 WA103               | 22 novembre 2009  | Spacewatch          |
| 761461 | 2009 WB116               | 16 settembre 2009 | Spacewatch          |
| 761462 | 2009 WZ118               | 23 ottobre 2009   | Spacewatch          |
| 761463 | 2009 WY123               | 20 novembre 2009  | Spacewatch          |
| 761464 | 2009 WE133               | 8 novembre 2009   | Mount Lemmon Survey |
| 761465 | 2009 WR139               | 27 settembre 2009 | Spacewatch          |
| 761466 | 2009 WZ140               | 18 novembre 2009  | Mount Lemmon Survey |
| 761467 | 2009 WL141               | 14 ottobre 2009   | Mount Lemmon Survey |
| 761468 | 2009 WT142               | 19 novembre 2009  | Mount Lemmon Survey |
| 761469 | 2009 WE144               | 19 novembre 2009  | Mount Lemmon Survey |
| 761470 | 2009 WJ144               | 11 ottobre 2009   | Mount Lemmon Survey |
| 761471 | 2009 WE147               | 28 settembre 2009 | Mount Lemmon Survey |
| 761472 | 2009 WA148               | 19 novembre 2009  | Mount Lemmon Survey |
| 761473 | 2009 WY160               | 22 ottobre 2009   | Mount Lemmon Survey |
| 761474 | 2009 WQ162               | 21 novembre 2009  | Spacewatch          |
| 761475 | 2009 WR162               | 21 novembre 2009  | Spacewatch          |
| 761476 | 2009 WF164               | 21 novembre 2009  | Spacewatch          |
| 761477 | 2009 WQ164               | 26 ottobre 2009   | Mount Lemmon Survey |
| 761478 | 2009 WL185               | 30 aprile 2008    | Mount Lemmon Survey |
| 761479 | 2009 WC187               | 16 novembre 2009  | Spacewatch          |
| 761480 | 2009 WP191               | 24 novembre 2009  | Mount Lemmon Survey |
| 761481 | 2009 WX197               | 22 novembre 2009  | CSS                 |
| 761482 | 2009 WF202               | 26 novembre 2009  | Mount Lemmon Survey |
| 761483 | 2009 WA203               | 22 maggio 2001    | DES                 |
| 761484 | 2009 WC205               | 17 novembre 2009  | Spacewatch          |
| 761485 | 2009 WP206               | 25 ottobre 2003   | Spacewatch          |
| 761486 | 2009 WU213               | 1 ottobre 2014    | Pan-STARRS          |
| 761487 | 2009 WW218               | 22 ottobre 2009   | Mount Lemmon Survey |
| 761488 | 2009 WG219               | 16 novembre 2009  | Spacewatch          |
| 761489 | 2009 WO219               | 23 ottobre 2009   | Mount Lemmon Survey |
| 761490 | 2009 WY221               | 22 ottobre 2009   | Mount Lemmon Survey |
| 761491 | 2009 WR222               | 22 ottobre 2009   | Mount Lemmon Survey |
| 761492 | 2009 WM223               | 16 novembre 2009  | Spacewatch          |
| 761493 | 2009 WO223               | 16 novembre 2009  | Mount Lemmon Survey |
| 761494 | 2009 WE226               | 23 ottobre 2009   | Mount Lemmon Survey |
| 761495 | 2009 WE227               | 17 novembre 2009  | Mount Lemmon Survey |
| 761496 | 2009 WO235               | 21 novembre 2009  | Spacewatch          |
| 761497 | 2009 WT242               | 27 ottobre 2009   | Spacewatch          |
| 761498 | 2009 WX270               | 24 novembre 2009  | Spacewatch          |
| 761499 | 2009 WA274               | 23 novembre 2009  | Spacewatch          |
| 761500 | 2009 WZ274               | 11 dicembre 2014  | Mount Lemmon Survey |

## 761501–761600
| Nome   | Designazione provvisoria | Data di scoperta  | Scopritore          |
| ------ | ------------------------ | ----------------- | ------------------- |
| 761501 | 2009 WA276               | 1 ottobre 2014    | Pan-STARRS          |
| 761502 | 2009 WV276               | 2 ottobre 2014    | Pan-STARRS          |
| 761503 | 2009 WE279               | 19 novembre 2009  | Mount Lemmon Survey |
| 761504 | 2009 WC280               | 16 maggio 2018    | Mount Lemmon Survey |
| 761505 | 2009 WR280               | 16 luglio 2013    | Pan-STARRS          |
| 761506 | 2009 WS280               | 11 novembre 2009  | Spacewatch          |
| 761507 | 2009 WF281               | 11 novembre 2009  | Spacewatch          |
| 761508 | 2009 WO281               | 12 aprile 2018    | Pan-STARRS          |
| 761509 | 2009 WL282               | 2 agosto 2016     | Pan-STARRS          |
| 761510 | 2009 WJ283               | 30 dicembre 2013  | Pan-STARRS          |
| 761511 | 2009 WA284               | 20 aprile 2015    | Pan-STARRS          |
| 761512 | 2009 WO284               | 15 aprile 2015    | Mount Lemmon Survey |
| 761513 | 2009 WQ284               | 11 marzo 2011     | Spacewatch          |
| 761514 | 2009 WJ285               | 17 novembre 2009  | Spacewatch          |
| 761515 | 2009 WX285               | 11 febbraio 2016  | Pan-STARRS          |
| 761516 | 2009 WS286               | 16 novembre 2014  | Mount Lemmon Survey |
| 761517 | 2009 WA287               | 22 novembre 2014  | Pan-STARRS          |
| 761518 | 2009 WA288               | 25 novembre 2009  | Spacewatch          |
| 761519 | 2009 WM288               | 24 novembre 2009  | Spacewatch          |
| 761520 | 2009 WN288               | 18 novembre 2009  | Mount Lemmon Survey |
| 761521 | 2009 WH291               | 27 novembre 2009  | Mount Lemmon Survey |
| 761522 | 2009 WZ292               | 17 novembre 2009  | Spacewatch          |
| 761523 | 2009 WP294               | 17 novembre 2009  | Mount Lemmon Survey |
| 761524 | 2009 WN298               | 17 novembre 2009  | Mount Lemmon Survey |
| 761525 | 2009 WK299               | 25 novembre 2009  | Spacewatch          |
| 761526 | 2009 WR300               | 18 novembre 2009  | Mount Lemmon Survey |
| 761527 | 2009 WQ301               | 25 novembre 2009  | Spacewatch          |
| 761528 | 2009 WM302               | 25 novembre 2009  | Spacewatch          |
| 761529 | 2009 XL12                | 11 dicembre 2009  | Mount Lemmon Survey |
| 761530 | 2009 XL16                | 17 novembre 2009  | Mount Lemmon Survey |
| 761531 | 2009 XH25                | 18 dicembre 2009  | Mount Lemmon Survey |
| 761532 | 2009 XQ26                | 25 maggio 2011    | Mount Lemmon Survey |
| 761533 | 2009 XQ27                | 15 dicembre 2009  | Mount Lemmon Survey |
| 761534 | 2009 XB29                | 11 dicembre 2009  | Mount Lemmon Survey |
| 761535 | 2009 XC29                | 11 dicembre 2009  | Mount Lemmon Survey |
| 761536 | 2009 YN2                 | 17 dicembre 2009  | Mount Lemmon Survey |
| 761537 | 2009 YC3                 | 17 dicembre 2009  | Mount Lemmon Survey |
| 761538 | 2009 YM15                | 18 dicembre 2009  | Spacewatch          |
| 761539 | 2009 YD17                | 20 dicembre 2009  | Spacewatch          |
| 761540 | 2009 YL17                | 23 ottobre 2005   | CSS                 |
| 761541 | 2009 YZ29                | 27 settembre 2003 | Spacewatch          |
| 761542 | 2009 YB30                | 22 gennaio 2015   | Pan-STARRS          |
| 761543 | 2009 YJ30                | 19 dicembre 2009  | Mount Lemmon Survey |
| 761544 | 2009 YR30                | 9 gennaio 2014    | Spacewatch          |
| 761545 | 2009 YL31                | 17 gennaio 2015   | Mount Lemmon Survey |
| 761546 | 2009 YM31                | 14 agosto 2015    | Pan-STARRS          |
| 761547 | 2009 YS32                | 20 dicembre 2009  | Mount Lemmon Survey |
| 761548 | 2009 YU32                | 18 dicembre 2009  | Mount Lemmon Survey |
| 761549 | 2009 YW32                | 25 dicembre 2009  | Spacewatch          |
| 761550 | 2009 YM33                | 20 dicembre 2009  | Mount Lemmon Survey |
| 761551 | 2009 YN33                | 25 dicembre 2009  | Spacewatch          |
| 761552 | 2009 YR34                | 17 dicembre 2009  | Mount Lemmon Survey |
| 761553 | 2010 AO9                 | 6 gennaio 2010    | Spacewatch          |
| 761554 | 2010 AW13                | 7 gennaio 2010    | Spacewatch          |
| 761555 | 2010 AF14                | 7 gennaio 2010    | Spacewatch          |
| 761556 | 2010 AB19                | 7 gennaio 2010    | Mount Lemmon Survey |
| 761557 | 2010 AO34                | 7 gennaio 2010    | Spacewatch          |
| 761558 | 2010 AM35                | 7 gennaio 2010    | Spacewatch          |
| 761559 | 2010 AZ42                | 6 gennaio 2010    | Mount Lemmon Survey |
| 761560 | 2010 AX45                | 7 gennaio 2010    | Mount Lemmon Survey |
| 761561 | 2010 AH52                | 27 dicembre 2009  | Spacewatch          |
| 761562 | 2010 AQ72                | 13 gennaio 2010   | Mount Lemmon Survey |
| 761563 | 2010 AK147               | 12 gennaio 2018   | Mount Lemmon Survey |
| 761564 | 2010 AA150               | 24 ottobre 2009   | Spacewatch          |
| 761565 | 2010 AX155               | 21 dicembre 2014  | Pan-STARRS          |
| 761566 | 2010 AC159               | 7 gennaio 2017    | Mount Lemmon Survey |
| 761567 | 2010 AL160               | 9 gennaio 2017    | Mount Lemmon Survey |
| 761568 | 2010 AQ160               | 30 agosto 2016    | Pan-STARRS          |
| 761569 | 2010 AN163               | 7 gennaio 2010    | Spacewatch          |
| 761570 | 2010 AK164               | 12 gennaio 2010   | Spacewatch          |
| 761571 | 2010 AR164               | 7 gennaio 2010    | Spacewatch          |
| 761572 | 2010 AX166               | 26 aprile 2017    | Pan-STARRS          |
| 761573 | 2010 BU136               | 23 aprile 2015    | Pan-STARRS          |
| 761574 | 2010 BO148               | 18 novembre 2008  | Spacewatch          |
| 761575 | 2010 CT25                | 9 febbraio 2010   | Mount Lemmon Survey |
| 761576 | 2010 CG26                | 9 febbraio 2010   | Mount Lemmon Survey |
| 761577 | 2010 CR27                | 9 febbraio 2010   | Mount Lemmon Survey |
| 761578 | 2010 CW29                | 9 febbraio 2010   | Mount Lemmon Survey |
| 761579 | 2010 CX35                | 10 febbraio 2010  | Spacewatch          |
| 761580 | 2010 CU37                | 11 gennaio 2010   | Spacewatch          |
| 761581 | 2010 CE38                | 13 febbraio 2010  | Mount Lemmon Survey |
| 761582 | 2010 CD40                | 13 febbraio 2010  | Mount Lemmon Survey |
| 761583 | 2010 CT63                | 9 febbraio 2010   | Spacewatch          |
| 761584 | 2010 CK73                | 13 febbraio 2010  | Mount Lemmon Survey |
| 761585 | 2010 CS73                | 13 febbraio 2010  | Mount Lemmon Survey |
| 761586 | 2010 CS77                | 13 febbraio 2010  | Mount Lemmon Survey |
| 761587 | 2010 CP83                | 2 marzo 2006      | Spacewatch          |
| 761588 | 2010 CC85                | 14 febbraio 2010  | Spacewatch          |
| 761589 | 2010 CJ90                | 14 febbraio 2010  | Mount Lemmon Survey |
| 761590 | 2010 CR93                | 14 febbraio 2010  | Spacewatch          |
| 761591 | 2010 CC96                | 14 febbraio 2010  | Mount Lemmon Survey |
| 761592 | 2010 CY96                | 14 febbraio 2010  | Mount Lemmon Survey |
| 761593 | 2010 CK100               | 14 febbraio 2010  | Mount Lemmon Survey |
| 761594 | 2010 CT100               | 14 febbraio 2010  | Mount Lemmon Survey |
| 761595 | 2010 CD103               | 14 febbraio 2010  | Mount Lemmon Survey |
| 761596 | 2010 CC105               | 8 ottobre 2008    | Spacewatch          |
| 761597 | 2010 CP105               | 14 febbraio 2010  | Mount Lemmon Survey |
| 761598 | 2010 CC106               | 14 febbraio 2010  | Mount Lemmon Survey |
| 761599 | 2010 CO106               | 14 febbraio 2010  | Mount Lemmon Survey |
| 761600 | 2010 CG107               | 14 febbraio 2010  | Mount Lemmon Survey |

## 761601–761700
| Nome   | Designazione provvisoria | Data di scoperta  | Scopritore          |
| ------ | ------------------------ | ----------------- | ------------------- |
| 761601 | 2010 CW116               | 14 febbraio 2010  | Mount Lemmon Survey |
| 761602 | 2010 CL118               | 6 gennaio 2006    | Mount Lemmon Survey |
| 761603 | 2010 CE121               | 15 febbraio 2010  | Spacewatch          |
| 761604 | 2010 CY126               | 15 febbraio 2010  | Mount Lemmon Survey |
| 761605 | 2010 CZ167               | 15 febbraio 2010  | Mount Lemmon Survey |
| 761606 | 2010 CO173               | 12 marzo 2005     | Spacewatch          |
| 761607 | 2010 CJ271               | 16 marzo 2016     | Pan-STARRS          |
| 761608 | 2010 CM271               | 14 febbraio 2010  | Spacewatch          |
| 761609 | 2010 CN272               | 3 aprile 2011     | Pan-STARRS          |
| 761610 | 2010 CB273               | 13 gennaio 2015   | Pan-STARRS          |
| 761611 | 2010 CM274               | 15 febbraio 2010  | Mount Lemmon Survey |
| 761612 | 2010 CO274               | 18 gennaio 2015   | Mount Lemmon Survey |
| 761613 | 2010 CH275               | 27 aprile 2017    | Pan-STARRS          |
| 761614 | 2010 CR275               | 14 febbraio 2010  | Mount Lemmon Survey |
| 761615 | 2010 DB3                 | 16 febbraio 2010  | Spacewatch          |
| 761616 | 2010 DU4                 | 16 febbraio 2010  | Mount Lemmon Survey |
| 761617 | 2010 DO10                | 16 febbraio 2010  | Mount Lemmon Survey |
| 761618 | 2010 DR11                | 16 febbraio 2010  | Mount Lemmon Survey |
| 761619 | 2010 DJ39                | 6 ottobre 2008    | Mount Lemmon Survey |
| 761620 | 2010 DA48                | 17 febbraio 2010  | Mount Lemmon Survey |
| 761621 | 2010 DR96                | 30 settembre 2017 | Mount Lemmon Survey |
| 761622 | 2010 DH107               | 8 maggio 2011     | Spacewatch          |
| 761623 | 2010 DQ109               | 8 agosto 2013     | Spacewatch          |
| 761624 | 2010 DE110               | 4 aprile 2014     | Pan-STARRS          |
| 761625 | 2010 DA111               | 18 marzo 2016     | Mount Lemmon Survey |
| 761626 | 2010 DL111               | 20 gennaio 2015   | Pan-STARRS          |
| 761627 | 2010 DR112               | 17 febbraio 2010  | Mount Lemmon Survey |
| 761628 | 2010 DK113               | 17 febbraio 2010  | Spacewatch          |
| 761629 | 2010 DS113               | 18 febbraio 2010  | Mount Lemmon Survey |
| 761630 | 2010 DY115               | 16 febbraio 2010  | Spacewatch          |
| 761631 | 2010 EE33                | 4 marzo 2010      | Spacewatch          |
| 761632 | 2010 EO66                | 28 ottobre 2008   | Mount Lemmon Survey |
| 761633 | 2010 ET71                | 22 settembre 2008 | Mount Lemmon Survey |
| 761634 | 2010 ED75                | 14 febbraio 2010  | Spacewatch          |
| 761635 | 2010 EM83                | 12 marzo 2010     | Spacewatch          |
| 761636 | 2010 ES84                | 13 marzo 2010     | Mount Lemmon Survey |
| 761637 | 2010 EJ90                | 18 febbraio 2010  | Spacewatch          |
| 761638 | 2010 EN93                | 14 febbraio 2010  | Spacewatch          |
| 761639 | 2010 EA94                | 14 febbraio 2010  | Spacewatch          |
| 761640 | 2010 EM102               | 15 marzo 2010     | Spacewatch          |
| 761641 | 2010 EY123               | 18 febbraio 2010  | Spacewatch          |
| 761642 | 2010 EQ142               | 12 marzo 2010     | Spacewatch          |
| 761643 | 2010 EG185               | 5 febbraio 2016   | Pan-STARRS          |
| 761644 | 2010 EV189               | 14 agosto 2013    | Pan-STARRS          |
| 761645 | 2010 ES190               | 14 novembre 2018  | Pan-STARRS 2        |
| 761646 | 2010 EU190               | 13 marzo 2010     | Spacewatch          |
| 761647 | 2010 EQ191               | 13 marzo 2010     | Mount Lemmon Survey |
| 761648 | 2010 ES191               | 4 marzo 2010      | Spacewatch          |
| 761649 | 2010 EM192               | 13 settembre 2018 | Mount Lemmon Survey |
| 761650 | 2010 FZ                  | 4 marzo 2010      | Spacewatch          |
| 761651 | 2010 FU15                | 12 marzo 2010     | Spacewatch          |
| 761652 | 2010 FH19                | 18 marzo 2010     | Spacewatch          |
| 761653 | 2010 FT25                | 19 marzo 2010     | Mount Lemmon Survey |
| 761654 | 2010 FP85                | 21 marzo 2010     | CSS                 |
| 761655 | 2010 FE93                | 16 marzo 2010     | Mount Lemmon Survey |
| 761656 | 2010 FU128               | 24 settembre 2008 | Spacewatch          |
| 761657 | 2010 FV133               | 14 marzo 2016     | Mount Lemmon Survey |
| 761658 | 2010 FW137               | 19 marzo 2010     | Spacewatch          |
| 761659 | 2010 FL138               | 5 gennaio 2014    | Pan-STARRS          |
| 761660 | 2010 FO138               | 8 ottobre 2012    | Pan-STARRS          |
| 761661 | 2010 FA139               | 17 marzo 2016     | Pan-STARRS          |
| 761662 | 2010 FO142               | 23 febbraio 2015  | Pan-STARRS          |
| 761663 | 2010 FY144               | 16 marzo 2010     | Mount Lemmon Survey |
| 761664 | 2010 FJ146               | 19 marzo 2010     | Spacewatch          |
| 761665 | 2010 FK146               | 18 marzo 2010     | Spacewatch          |
| 761666 | 2010 GW26                | 5 aprile 2010     | Spacewatch          |
| 761667 | 2010 GT31                | 5 aprile 2010     | CSS                 |
| 761668 | 2010 GT62                | 8 ottobre 2008    | Spacewatch          |
| 761669 | 2010 GQ99                | 13 marzo 2010     | Spacewatch          |
| 761670 | 2010 GR99                | 17 marzo 2010     | Spacewatch          |
| 761671 | 2010 GV102               | 7 novembre 2007   | Mount Lemmon Survey |
| 761672 | 2010 GH103               | 6 aprile 2010     | Mount Lemmon Survey |
| 761673 | 2010 GS105               | 7 aprile 2010     | Spacewatch          |
| 761674 | 2010 GP107               | 8 aprile 2010     | Spacewatch          |
| 761675 | 2010 GZ115               | 10 aprile 2010    | Mount Lemmon Survey |
| 761676 | 2010 GK124               | 5 aprile 2010     | Spacewatch          |
| 761677 | 2010 GQ128               | 4 aprile 2010     | Spacewatch          |
| 761678 | 2010 GC129               | 5 aprile 2010     | Spacewatch          |
| 761679 | 2010 GU130               | 9 aprile 2010     | Spacewatch          |
| 761680 | 2010 GF132               | 10 aprile 2010    | Mount Lemmon Survey |
| 761681 | 2010 GG134               | 14 aprile 2010    | Mount Lemmon Survey |
| 761682 | 2010 GW137               | 6 aprile 2010     | Mount Lemmon Survey |
| 761683 | 2010 GD147               | 14 aprile 2010    | Mount Lemmon Survey |
| 761684 | 2010 GQ157               | 11 gennaio 2010   | Spacewatch          |
| 761685 | 2010 GZ177               | 28 marzo 2009     | Mount Lemmon Survey |
| 761686 | 2010 GM183               | 12 ottobre 2013   | Spacewatch          |
| 761687 | 2010 GR185               | 21 dicembre 2014  | Pan-STARRS          |
| 761688 | 2010 GT200               | 11 febbraio 2016  | Pan-STARRS          |
| 761689 | 2010 GY200               | 21 ottobre 2012   | Pan-STARRS          |
| 761690 | 2010 GE201               | 7 marzo 2016      | Pan-STARRS          |
| 761691 | 2010 GR201               | 9 aprile 2010     | Mount Lemmon Survey |
| 761692 | 2010 GS201               | 12 novembre 2012  | Pan-STARRS          |
| 761693 | 2010 GJ203               | 9 aprile 2010     | Mount Lemmon Survey |
| 761694 | 2010 GD204               | 12 luglio 2015    | Pan-STARRS          |
| 761695 | 2010 GU204               | 25 marzo 2014     | Mount Lemmon Survey |
| 761696 | 2010 GM205               | 21 gennaio 2015   | Pan-STARRS          |
| 761697 | 2010 GA206               | 18 ottobre 2012   | Pan-STARRS          |
| 761698 | 2010 GG207               | 9 aprile 2010     | Spacewatch          |
| 761699 | 2010 GK207               | 9 aprile 2010     | Spacewatch          |
| 761700 | 2010 GO207               | 26 giugno 2015    | Pan-STARRS          |

## 761701–761800
| Nome   | Designazione provvisoria | Data di scoperta  | Scopritore          |
| ------ | ------------------------ | ----------------- | ------------------- |
| 761701 | 2010 GN209               | 14 aprile 2010    | Mount Lemmon Survey |
| 761702 | 2010 GU209               | 10 aprile 2010    | Mount Lemmon Survey |
| 761703 | 2010 GX211               | 11 aprile 2010    | Spacewatch          |
| 761704 | 2010 GB213               | 14 aprile 2010    | Spacewatch          |
| 761705 | 2010 GJ213               | 10 aprile 2010    | Mount Lemmon Survey |
| 761706 | 2010 HB77                | 17 aprile 2010    | Mount Lemmon Survey |
| 761707 | 2010 HC122               | 29 aprile 2014    | Pan-STARRS          |
| 761708 | 2010 HM129               | 27 settembre 2008 | Mount Lemmon Survey |
| 761709 | 2010 HG130               | 19 maggio 2010    | Mount Lemmon Survey |
| 761710 | 2010 HS131               | 8 gennaio 2010    | Spacewatch          |
| 761711 | 2010 HZ138               | 3 giugno 2016     | Pan-STARRS          |
| 761712 | 2010 HF139               | 20 aprile 2010    | Mount Lemmon Survey |
| 761713 | 2010 JB30                | 3 maggio 2010     | Spacewatch          |
| 761714 | 2010 JF33                | 6 maggio 2010     | Mount Lemmon Survey |
| 761715 | 2010 JL39                | 7 maggio 2010     | Mount Lemmon Survey |
| 761716 | 2010 JF45                | 7 maggio 2010     | Spacewatch          |
| 761717 | 2010 JX46                | 9 maggio 2010     | Mount Lemmon Survey |
| 761718 | 2010 JX76                | 7 maggio 2010     | Mount Lemmon Survey |
| 761719 | 2010 JR78                | 11 maggio 2010    | Mount Lemmon Survey |
| 761720 | 2010 JC85                | 6 maggio 2010     | Spacewatch          |
| 761721 | 2010 JE115               | 15 ottobre 2007   | Spacewatch          |
| 761722 | 2010 JG117               | 4 maggio 2010     | Spacewatch          |
| 761723 | 2010 JK156               | 10 ottobre 2007   | Mount Lemmon Survey |
| 761724 | 2010 JD158               | 8 novembre 2007   | Mount Lemmon Survey |
| 761725 | 2010 JK158               | 14 maggio 2010    | Mount Lemmon Survey |
| 761726 | 2010 JM159               | 3 novembre 2007   | Spacewatch          |
| 761727 | 2010 JU159               | 5 maggio 2010     | Mount Lemmon Survey |
| 761728 | 2010 JV164               | 9 maggio 2010     | Mount Lemmon Survey |
| 761729 | 2010 JB184               | 6 gennaio 2010    | Spacewatch          |
| 761730 | 2010 JO185               | 12 gennaio 2010   | Spacewatch          |
| 761731 | 2010 JR191               | 21 dicembre 2014  | Pan-STARRS          |
| 761732 | 2010 JE211               | 7 maggio 2010     | Mount Lemmon Survey |
| 761733 | 2010 JG212               | 24 aprile 2014    | Pan-STARRS          |
| 761734 | 2010 JR212               | 18 maggio 2018    | Mount Lemmon Survey |
| 761735 | 2010 JD213               | 24 agosto 2017    | Pan-STARRS          |
| 761736 | 2010 JO213               | 16 febbraio 2015  | Pan-STARRS          |
| 761737 | 2010 JP213               | 29 aprile 2014    | Pan-STARRS          |
| 761738 | 2010 JN214               | 8 ottobre 2012    | Pan-STARRS          |
| 761739 | 2010 JX214               | 11 maggio 2010    | Mount Lemmon Survey |
| 761740 | 2010 JM215               | 21 gennaio 2015   | Pan-STARRS          |
| 761741 | 2010 KB129               | 20 maggio 2010    | Mount Lemmon Survey |
| 761742 | 2010 KX135               | 25 luglio 2015    | Pan-STARRS          |
| 761743 | 2010 KC156               | 28 novembre 2014  | Pan-STARRS          |
| 761744 | 2010 KA157               | 16 febbraio 2015  | Pan-STARRS          |
| 761745 | 2010 KJ158               | 21 maggio 2010    | Mount Lemmon Survey |
| 761746 | 2010 KB161               | 20 maggio 2010    | Mount Lemmon Survey |
| 761747 | 2010 LV33                | 6 giugno 2010     | Spacewatch          |
| 761748 | 2010 LP36                | 10 giugno 2010    | Spacewatch          |
| 761749 | 2010 LX65                | 13 giugno 2010    | Mount Lemmon Survey |
| 761750 | 2010 LD104               | 4 giugno 2010     | Spacewatch          |
| 761751 | 2010 LT110               | 13 giugno 2010    | Mount Lemmon Survey |
| 761752 | 2010 MN4                 | 21 giugno 2010    | Mount Lemmon Survey |
| 761753 | 2010 MB112               | 19 giugno 2010    | Mount Lemmon Survey |
| 761754 | 2010 MM112               | 21 giugno 2010    | Mount Lemmon Survey |
| 761755 | 2010 MR112               | 21 giugno 2010    | Mount Lemmon Survey |
| 761756 | 2010 MC118               | 10 ottobre 2015   | Pan-STARRS          |
| 761757 | 2010 MH147               | 29 settembre 2014 | Spacewatch          |
| 761758 | 2010 MR147               | 30 aprile 2014    | Pan-STARRS          |
| 761759 | 2010 MC149               | 24 ottobre 2011   | Pan-STARRS          |
| 761760 | 2010 NB53                | 10 luglio 2010    | WISE                |
| 761761 | 2010 NT76                | 15 luglio 2010    | WISE                |
| 761762 | 2010 NQ118               | 7 luglio 2010     | Spacewatch          |
| 761763 | 2010 NJ141               | 13 luglio 2010    | WISE                |
| 761764 | 2010 NA143               | 3 novembre 2012   | Mount Lemmon Survey |
| 761765 | 2010 NC143               | 14 luglio 2010    | WISE                |
| 761766 | 2010 NV146               | 4 gennaio 2016    | Pan-STARRS          |
| 761767 | 2010 NO147               | 22 novembre 2014  | Pan-STARRS          |
| 761768 | 2010 NS147               | 8 aprile 2014     | Mount Lemmon Survey |
| 761769 | 2010 OV20                | 18 luglio 2010    | WISE                |
| 761770 | 2010 PQ22                | 7 agosto 2010     | C. Rinner, F. Kugel |
| 761771 | 2010 PC79                | 9 agosto 2010     | PMO NEO             |
| 761772 | 2010 PT81                | 12 agosto 2010    | Spacewatch          |
| 761773 | 2010 PG88                | 3 febbraio 2012   | Pan-STARRS          |
| 761774 | 2010 PY88                | 12 gennaio 2016   | Pan-STARRS          |
| 761775 | 2010 PL89                | 13 agosto 2010    | Spacewatch          |
| 761776 | 2010 PS89                | 26 ottobre 2011   | Pan-STARRS          |
| 761777 | 2010 QR8                 | 19 agosto 2010    | Spacewatch          |
| 761778 | 2010 RU1                 | 16 settembre 2003 | Spacewatch          |
| 761779 | 2010 RD10                | 2 settembre 2010  | Mount Lemmon Survey |
| 761780 | 2010 RQ10                | 2 settembre 2010  | Mount Lemmon Survey |
| 761781 | 2010 RR13                | 1 settembre 2010  | Mount Lemmon Survey |
| 761782 | 2010 RX14                | 2 settembre 2010  | Mount Lemmon Survey |
| 761783 | 2010 RO15                | 2 settembre 2010  | Mount Lemmon Survey |
| 761784 | 2010 RV35                | 2 settembre 2010  | Mount Lemmon Survey |
| 761785 | 2010 RB40                | 3 settembre 2010  | Mount Lemmon Survey |
| 761786 | 2010 RN40                | 1 settembre 2010  | W. Bickel           |
| 761787 | 2010 RH45                | 3 settembre 2010  | Mount Lemmon Survey |
| 761788 | 2010 RO53                | 5 aprile 2008     | Mount Lemmon Survey |
| 761789 | 2010 RZ55                | 5 settembre 2010  | Mount Lemmon Survey |
| 761790 | 2010 RW56                | 5 settembre 2010  | Mount Lemmon Survey |
| 761791 | 2010 RX57                | 5 settembre 2010  | Mount Lemmon Survey |
| 761792 | 2010 RD58                | 5 settembre 2010  | Mount Lemmon Survey |
| 761793 | 2010 RD89                | 11 settembre 2010 | Mount Lemmon Survey |
| 761794 | 2010 RJ93                | 11 settembre 2010 | CSS                 |
| 761795 | 2010 RV104               | 24 novembre 2006  | Mount Lemmon Survey |
| 761796 | 2010 RO109               | 11 settembre 2010 | Mount Lemmon Survey |
| 761797 | 2010 RZ111               | 4 agosto 2003     | Spacewatch          |
| 761798 | 2010 RC117               | 11 settembre 2010 | Spacewatch          |
| 761799 | 2010 RK117               | 11 settembre 2010 | Spacewatch          |
| 761800 | 2010 RN118               | 11 settembre 2010 | Spacewatch          |

## 761801–761900
| Nome   | Designazione provvisoria | Data di scoperta  | Scopritore                          |
| ------ | ------------------------ | ----------------- | ----------------------------------- |
| 761801 | 2010 RG127               | 12 settembre 2010 | Spacewatch                          |
| 761802 | 2010 RA139               | 26 novembre 2005  | Mount Lemmon Survey                 |
| 761803 | 2010 RG140               | 12 settembre 2010 | R. Holmes                           |
| 761804 | 2010 RP151               | 11 settembre 2010 | Spacewatch                          |
| 761805 | 2010 RX153               | 15 settembre 2010 | Spacewatch                          |
| 761806 | 2010 RS155               | 15 settembre 2010 | Spacewatch                          |
| 761807 | 2010 RE157               | 15 settembre 2010 | Mount Lemmon Survey                 |
| 761808 | 2010 RF157               | 15 settembre 2010 | Mount Lemmon Survey                 |
| 761809 | 2010 RC162               | 13 agosto 2010    | Spacewatch                          |
| 761810 | 2010 RT169               | 2 settembre 2010  | Mount Lemmon Survey                 |
| 761811 | 2010 RD172               | 4 settembre 2010  | Spacewatch                          |
| 761812 | 2010 RU174               | 9 settembre 2010  | Spacewatch                          |
| 761813 | 2010 RQ175               | 9 settembre 2010  | Spacewatch                          |
| 761814 | 2010 RC178               | 11 settembre 2010 | Spacewatch                          |
| 761815 | 2010 RW178               | 4 settembre 2010  | Osservatorio astronomico di Maiorca |
| 761816 | 2010 RE185               | 30 gennaio 2017   | Pan-STARRS                          |
| 761817 | 2010 RO188               | 28 ottobre 2005   | Mount Lemmon Survey                 |
| 761818 | 2010 RJ189               | 4 settembre 2010  | Spacewatch                          |
| 761819 | 2010 RD190               | 6 dicembre 2007   | Mount Lemmon Survey                 |
| 761820 | 2010 RF190               | 19 settembre 1996 | Spacewatch                          |
| 761821 | 2010 RU193               | 7 novembre 2015   | Mount Lemmon Survey                 |
| 761822 | 2010 RG194               | 2 settembre 2010  | Mount Lemmon Survey                 |
| 761823 | 2010 RT194               | 15 settembre 2010 | Spacewatch                          |
| 761824 | 2010 RD198               | 5 settembre 2010  | Mount Lemmon Survey                 |
| 761825 | 2010 RN199               | 27 gennaio 2012   | Mount Lemmon Survey                 |
| 761826 | 2010 RQ199               | 14 febbraio 2013  | Pan-STARRS                          |
| 761827 | 2010 RL200               | 11 settembre 2010 | Spacewatch                          |
| 761828 | 2010 RP200               | 25 luglio 2015    | Pan-STARRS                          |
| 761829 | 2010 RV200               | 5 settembre 2010  | Mount Lemmon Survey                 |
| 761830 | 2010 RL201               | 27 febbraio 2012  | Pan-STARRS                          |
| 761831 | 2010 RU201               | 23 settembre 2015 | Pan-STARRS                          |
| 761832 | 2010 RH202               | 27 ottobre 2017   | Mount Lemmon Survey                 |
| 761833 | 2010 RJ203               | 19 giugno 2010    | Mount Lemmon Survey                 |
| 761834 | 2010 RT203               | 9 settembre 2015  | Pan-STARRS                          |
| 761835 | 2010 RP204               | 14 settembre 2010 | Spacewatch                          |
| 761836 | 2010 RR204               | 9 ottobre 2015    | Pan-STARRS                          |
| 761837 | 2010 RT204               | 1 luglio 2014     | Pan-STARRS                          |
| 761838 | 2010 RZ204               | 21 novembre 2015  | Mount Lemmon Survey                 |
| 761839 | 2010 RA205               | 14 febbraio 2013  | Pan-STARRS                          |
| 761840 | 2010 RQ205               | 10 settembre 2010 | Mount Lemmon Survey                 |
| 761841 | 2010 RF207               | 4 settembre 2010  | Mount Lemmon Survey                 |
| 761842 | 2010 RW210               | 15 settembre 2010 | Spacewatch                          |
| 761843 | 2010 RK211               | 12 settembre 2010 | Spacewatch                          |
| 761844 | 2010 RU215               | 2 settembre 2010  | Mount Lemmon Survey                 |
| 761845 | 2010 RF219               | 14 settembre 2010 | Mount Lemmon Survey                 |
| 761846 | 2010 RK223               | 2 settembre 2010  | Mount Lemmon Survey                 |
| 761847 | 2010 RO225               | 2 settembre 2010  | Mount Lemmon Survey                 |
| 761848 | 2010 RQ226               | 10 settembre 2010 | Spacewatch                          |
| 761849 | 2010 SP                  | 16 settembre 2010 | Mount Lemmon Survey                 |
| 761850 | 2010 SY7                 | 4 settembre 2010  | Mount Lemmon Survey                 |
| 761851 | 2010 SJ12                | 17 settembre 2010 | Mount Lemmon Survey                 |
| 761852 | 2010 SB16                | 29 settembre 2010 | Mount Lemmon Survey                 |
| 761853 | 2010 SB20                | 10 settembre 2010 | Spacewatch                          |
| 761854 | 2010 SE26                | 19 settembre 2010 | Spacewatch                          |
| 761855 | 2010 SC30                | 7 luglio 2005     | Osservatorio di Mauna Kea           |
| 761856 | 2010 SB32                | 30 settembre 2010 | Mount Lemmon Survey                 |
| 761857 | 2010 SO33                | 30 settembre 2010 | Mount Lemmon Survey                 |
| 761858 | 2010 SS33                | 30 settembre 2010 | Mount Lemmon Survey                 |
| 761859 | 2010 SL44                | 16 settembre 2010 | Mount Lemmon Survey                 |
| 761860 | 2010 ST44                | 30 settembre 2010 | Mount Lemmon Survey                 |
| 761861 | 2010 SD46                | 12 settembre 2010 | Spacewatch                          |
| 761862 | 2010 SV46                | 18 settembre 2010 | Mount Lemmon Survey                 |
| 761863 | 2010 SG48                | 13 luglio 2016    | Pan-STARRS                          |
| 761864 | 2010 SB49                | 17 settembre 2010 | Mount Lemmon Survey                 |
| 761865 | 2010 SH50                | 17 settembre 2010 | Mount Lemmon Survey                 |
| 761866 | 2010 ST50                | 3 dicembre 2015   | Pan-STARRS                          |
| 761867 | 2010 SC51                | 30 settembre 2010 | Mount Lemmon Survey                 |
| 761868 | 2010 SO51                | 16 settembre 2010 | Mount Lemmon Survey                 |
| 761869 | 2010 SK52                | 10 ottobre 2015   | Pan-STARRS                          |
| 761870 | 2010 SF53                | 5 dicembre 2015   | Pan-STARRS                          |
| 761871 | 2010 SA54                | 24 aprile 2014    | Mount Lemmon Survey                 |
| 761872 | 2010 SL54                | 18 settembre 2010 | Spacewatch                          |
| 761873 | 2010 SO54                | 29 settembre 2010 | Mount Lemmon Survey                 |
| 761874 | 2010 SQ54                | 18 settembre 2010 | Mount Lemmon Survey                 |
| 761875 | 2010 SY54                | 29 settembre 2010 | Mount Lemmon Survey                 |
| 761876 | 2010 SM55                | 29 settembre 2010 | Mount Lemmon Survey                 |
| 761877 | 2010 SO55                | 17 settembre 2010 | Mount Lemmon Survey                 |
| 761878 | 2010 SP56                | 17 settembre 2010 | Mount Lemmon Survey                 |
| 761879 | 2010 SF57                | 24 ottobre 2003   | Spacewatch                          |
| 761880 | 2010 SP57                | 29 settembre 2010 | Mount Lemmon Survey                 |
| 761881 | 2010 SJ59                | 17 settembre 2010 | Mount Lemmon Survey                 |
| 761882 | 2010 SG65                | 28 settembre 2010 | Spacewatch                          |
| 761883 | 2010 SK66                | 17 settembre 2010 | Mount Lemmon Survey                 |
| 761884 | 2010 SG69                | 30 settembre 2010 | Mount Lemmon Survey                 |
| 761885 | 2010 TO1                 | 1 ottobre 2010    | Spacewatch                          |
| 761886 | 2010 TD2                 | 16 settembre 2010 | Spacewatch                          |
| 761887 | 2010 TV2                 | 2 ottobre 2010    | Spacewatch                          |
| 761888 | 2010 TA3                 | 10 settembre 2010 | Spacewatch                          |
| 761889 | 2010 TB3                 | 10 settembre 2010 | Spacewatch                          |
| 761890 | 2010 TF3                 | 2 ottobre 2010    | Spacewatch                          |
| 761891 | 2010 TQ4                 | 15 settembre 2010 | Spacewatch                          |
| 761892 | 2010 TM17                | 15 settembre 2010 | Spacewatch                          |
| 761893 | 2010 TF20                | 16 settembre 2010 | Spacewatch                          |
| 761894 | 2010 TS25                | 15 settembre 2010 | Spacewatch                          |
| 761895 | 2010 TE27                | 2 settembre 2010  | Mount Lemmon Survey                 |
| 761896 | 2010 TJ31                | 2 ottobre 2010    | Spacewatch                          |
| 761897 | 2010 TN33                | 25 settembre 2006 | Spacewatch                          |
| 761898 | 2010 TE36                | 19 settembre 2010 | Spacewatch                          |
| 761899 | 2010 TB44                | 2 ottobre 2010    | Spacewatch                          |
| 761900 | 2010 TG45                | 3 ottobre 2010    | Spacewatch                          |

## 761901–762000
| Nome   | Designazione provvisoria | Data di scoperta  | Scopritore            |
| ------ | ------------------------ | ----------------- | --------------------- |
| 761901 | 2010 TK45                | 3 ottobre 2010    | Spacewatch            |
| 761902 | 2010 TC51                | 5 ottobre 2010    | R. Holmes             |
| 761903 | 2010 TV67                | 8 ottobre 2010    | Spacewatch            |
| 761904 | 2010 TF80                | 8 ottobre 2010    | Spacewatch            |
| 761905 | 2010 TP80                | 10 agosto 2005    | Cerro Tololo Obs.     |
| 761906 | 2010 TZ85                | 9 ottobre 2010    | Spacewatch            |
| 761907 | 2010 TC88                | 26 novembre 2005  | Mount Lemmon Survey   |
| 761908 | 2010 TM90                | 16 settembre 2010 | Spacewatch            |
| 761909 | 2010 TW93                | 9 ottobre 2010    | Mount Lemmon Survey   |
| 761910 | 2010 TC94                | 9 ottobre 2010    | Mount Lemmon Survey   |
| 761911 | 2010 TO95                | 29 settembre 2010 | Mount Lemmon Survey   |
| 761912 | 2010 TP96                | 1 ottobre 2010    | Mount Lemmon Survey   |
| 761913 | 2010 TO97                | 1 ottobre 2010    | Mount Lemmon Survey   |
| 761914 | 2010 TE99                | 3 novembre 2005   | Mount Lemmon Survey   |
| 761915 | 2010 TQ101               | 30 settembre 2010 | Mount Lemmon Survey   |
| 761916 | 2010 TK109               | 22 novembre 2006  | Mount Lemmon Survey   |
| 761917 | 2010 TD115               | 10 settembre 2010 | Spacewatch            |
| 761918 | 2010 TY116               | 9 ottobre 2010    | Mount Lemmon Survey   |
| 761919 | 2010 TV125               | 10 ottobre 2010   | Mount Lemmon Survey   |
| 761920 | 2010 TD128               | 11 ottobre 2010   | Spacewatch            |
| 761921 | 2010 TL132               | 11 ottobre 2010   | Mount Lemmon Survey   |
| 761922 | 2010 TQ139               | 17 settembre 2010 | Mount Lemmon Survey   |
| 761923 | 2010 TQ141               | 11 ottobre 2010   | Mount Lemmon Survey   |
| 761924 | 2010 TS141               | 11 ottobre 2010   | Mount Lemmon Survey   |
| 761925 | 2010 TV142               | 11 ottobre 2010   | Mount Lemmon Survey   |
| 761926 | 2010 TV153               | 14 settembre 2010 | Spacewatch            |
| 761927 | 2010 TN155               | 4 settembre 2010  | Spacewatch            |
| 761928 | 2010 TO158               | 10 ottobre 2010   | Spacewatch            |
| 761929 | 2010 TD163               | 12 ottobre 2010   | CSS                   |
| 761930 | 2010 TH163               | 2 ottobre 2010    | Spacewatch            |
| 761931 | 2010 TZ168               | 5 ottobre 2010    | R. Holmes             |
| 761932 | 2010 TK179               | 1 ottobre 2010    | Mount Lemmon Survey   |
| 761933 | 2010 TH180               | 14 settembre 2010 | Spacewatch            |
| 761934 | 2010 TM180               | 10 settembre 2010 | Spacewatch            |
| 761935 | 2010 TU190               | 9 ottobre 2010    | Spacewatch            |
| 761936 | 2010 TC195               | 13 ottobre 2010   | Mount Lemmon Survey   |
| 761937 | 2010 TE197               | 13 ottobre 2010   | Mount Lemmon Survey   |
| 761938 | 2010 TY197               | 23 gennaio 2015   | Pan-STARRS            |
| 761939 | 2010 TF198               | 12 ottobre 2010   | Mount Lemmon Survey   |
| 761940 | 2010 TQ198               | 2 ottobre 2010    | Spacewatch            |
| 761941 | 2010 TN201               | 2 ottobre 2010    | Mount Lemmon Survey   |
| 761942 | 2010 TZ203               | 3 febbraio 2012   | Mount Lemmon Survey   |
| 761943 | 2010 TU204               | 26 novembre 2014  | Pan-STARRS            |
| 761944 | 2010 TL205               | 27 gennaio 2017   | Pan-STARRS            |
| 761945 | 2010 TY205               | 11 ottobre 2010   | Spacewatch            |
| 761946 | 2010 TO207               | 13 ottobre 2010   | Mount Lemmon Survey   |
| 761947 | 2010 TW207               | 12 ottobre 2010   | Mount Lemmon Survey   |
| 761948 | 2010 TV208               | 12 ottobre 2010   | Mount Lemmon Survey   |
| 761949 | 2010 TX209               | 12 ottobre 2010   | Mount Lemmon Survey   |
| 761950 | 2010 TE210               | 18 gennaio 2012   | Spacewatch            |
| 761951 | 2010 TL211               | 14 ottobre 2010   | Mount Lemmon Survey   |
| 761952 | 2010 TP211               | 11 ottobre 2010   | Spacewatch            |
| 761953 | 2010 TQ211               | 30 settembre 2010 | Mount Lemmon Survey   |
| 761954 | 2010 TO212               | 2 ottobre 2010    | Spacewatch            |
| 761955 | 2010 TA213               | 13 ottobre 2010   | Mount Lemmon Survey   |
| 761956 | 2010 TC213               | 12 ottobre 2010   | Mount Lemmon Survey   |
| 761957 | 2010 TO213               | 12 ottobre 2010   | Mount Lemmon Survey   |
| 761958 | 2010 TU215               | 11 ottobre 2010   | Mount Lemmon Survey   |
| 761959 | 2010 TC217               | 8 ottobre 2010    | Spacewatch            |
| 761960 | 2010 TQ219               | 12 ottobre 2010   | Spacewatch            |
| 761961 | 2010 TF220               | 13 ottobre 2010   | Mount Lemmon Survey   |
| 761962 | 2010 TS221               | 9 ottobre 2010    | Mount Lemmon Survey   |
| 761963 | 2010 TR225               | 13 ottobre 2010   | Spacewatch            |
| 761964 | 2010 TK229               | 13 ottobre 2010   | Mount Lemmon Survey   |
| 761965 | 2010 TO230               | 2 ottobre 2010    | Mount Lemmon Survey   |
| 761966 | 2010 TH235               | 22 novembre 2014  | Mount Lemmon Survey   |
| 761967 | 2010 TU238               | 12 ottobre 2010   | Mount Lemmon Survey   |
| 761968 | 2010 UY1                 | 18 settembre 2010 | Mount Lemmon Survey   |
| 761969 | 2010 UO18                | 28 ottobre 2010   | Mount Lemmon Survey   |
| 761970 | 2010 UB22                | 28 ottobre 2010   | Mount Lemmon Survey   |
| 761971 | 2010 UC31                | 29 ottobre 2010   | Spacewatch            |
| 761972 | 2010 UD32                | 29 ottobre 2010   | Mount Lemmon Survey   |
| 761973 | 2010 US36                | 29 ottobre 2010   | Mount Lemmon Survey   |
| 761974 | 2010 UP40                | 29 ottobre 2010   | Z. Kuli, K. Sárneczky |
| 761975 | 2010 UJ42                | 9 ottobre 2010    | Mount Lemmon Survey   |
| 761976 | 2010 UN42                | 30 ottobre 2010   | Mount Lemmon Survey   |
| 761977 | 2010 UD45                | 13 ottobre 2010   | Mount Lemmon Survey   |
| 761978 | 2010 UW46                | 30 ottobre 2010   | Z. Kuli, K. Sárneczky |
| 761979 | 2010 UU47                | 11 ottobre 2010   | Mount Lemmon Survey   |
| 761980 | 2010 UU52                | 14 ottobre 2001   | LINEAR                |
| 761981 | 2010 UE55                | 29 ottobre 2010   | Spacewatch            |
| 761982 | 2010 US60                | 29 ottobre 2010   | Z. Kuli, K. Sárneczky |
| 761983 | 2010 UW64                | 12 ottobre 2010   | Mount Lemmon Survey   |
| 761984 | 2010 UK66                | 31 ottobre 2010   | Mount Lemmon Survey   |
| 761985 | 2010 UN66                | 19 aprile 2009    | Mount Lemmon Survey   |
| 761986 | 2010 UP70                | 28 ottobre 2010   | Mount Lemmon Survey   |
| 761987 | 2010 UN85                | 19 marzo 2009     | Spacewatch            |
| 761988 | 2010 UZ88                | 18 settembre 2010 | Mount Lemmon Survey   |
| 761989 | 2010 UY90                | 31 ottobre 2010   | Mount Lemmon Survey   |
| 761990 | 2010 UN97                | 28 ottobre 2010   | Mount Lemmon Survey   |
| 761991 | 2010 UD101               | 12 ottobre 2010   | Mount Lemmon Survey   |
| 761992 | 2010 UX107               | 2 novembre 2010   | Mount Lemmon Survey   |
| 761993 | 2010 UP108               | 12 aprile 2005    | Kitt Peak Obs.        |
| 761994 | 2010 UB109               | 18 settembre 2010 | Mount Lemmon Survey   |
| 761995 | 2010 UN109               | 28 ottobre 2010   | Mount Lemmon Survey   |
| 761996 | 2010 UG112               | 17 ottobre 2010   | Mount Lemmon Survey   |
| 761997 | 2010 UE113               | 17 ottobre 2010   | Mount Lemmon Survey   |
| 761998 | 2010 UR113               | 17 ottobre 2010   | Mount Lemmon Survey   |
| 761999 | 2010 UH114               | 30 ottobre 2010   | CSS                   |
| 762000 | 2010 UK115               | 17 ottobre 2010   | Mount Lemmon Survey   |